# Cuijk vasútállomás
Cuijk vasútállomás vasútállomás Hollandiában, Cuijk városában. Az állomást az Nederlandse Spoorwegen üzemelteti.

## Forgalom
2013-ban az alábbi járatok érintették az állomást:
- Nijmegen - Venlo - Roermond (stoptrein) - óránként 2x
- Nijmegen - Venray (stoptrein) óránként 2x (csak csúcsidőben)
- Haps-Mill-Odiliapeel-Volkel-Uden - 91 számú helyi busz, óránként 1x

## Vasútvonalak
Az állomást az alábbi vasútvonalak érintik:
- Nijmegen–Venlo-vasútvonal

## Kapcsolódó állomások
A vasútállomáshoz az alábbi állomások vannak a legközelebb:
- Mook-Molenhoek vasútállomás
- Boxmeer vasútállomás